# Plusiophaes metallica
Plusiophaes metallica là một loài bướm đêm trong họ Noctuidae.